# Ruta del Ferro (Ripoll)
La Ruta del Ferro és una obra de Ripoll (Ripollès) protegida com a Bé Cultural d'Interès Local. És la part de la Ruta del Ferro i del Carbó que passa per Ripoll.

## Descripció
Línia de ferrocarril que unia les poblacions de Ripoll i Sant Joan de les Abadesses. El tram que correspon a Ripoll fa uns 6 km de llargada i voreja la riba esquerra del riu Ter. L'inici és al Passeig del Compositor Honorat Vilamanyà, i el paviment és d'asfalt i té una amplada de 2 m.

## Història
La Ruta del Ferro transcorre per l'antiga línia de ferrocarril que anava de Ripoll a Sant Joan de les Abadesses, però s'ha reconvertit en via per anar amb bicicleta o caminant. Al llarg del recorregut es pot observar la caseta de les Solses (residència de l'encarregat del manteniment de la línia), un fals túnel proper a Rama, i diversos bancs i aparells per fer exercici físic.